# 超獣戦隊ライブマン
『超獣戦隊ライブマン』（ちょうじゅうせんたいライブマン）は、1988年2月27日から1989年2月18日まで、テレビ朝日系列で毎週土曜18:00 - 18:25（JST）に全49話が放送された、東映制作の特撮テレビドラマシリーズ、および作中で主人公たちが変身するヒーローの名称。昭和最後のスーパー戦隊シリーズでもある。

## 概要
本作品は、当時スーパー戦隊シリーズ第1作目とされていた『バトルフィーバーJ』を起点として10年目に当たることから、スーパー戦隊シリーズ10周年記念作品として企画された。このような位置付けから、本作品では以下に挙げられるさまざまな新機軸が導入されることとなった。
まずシリーズ10年目であり、従来の路線とは少し違った形で企画を進めたいという考えから、ヒーローの人数は従来の5人から3人に変更されており、人数が減った分だけキャスティングに力が入れられることとなった。企画段階では1年を通して『太陽戦隊サンバルカン』と同じく3人で戦うことが予定されていたものの、放映開始後に2号ロボの登場が正式に決定したことを契機に、10周年ゆえにメンバーを増やして番組的にスケールアップを図るという判断もあり、物語中盤から2人のメンバーが追加された。この追加メンバーのカラーには、それまで「賑やかさ」を基本とするシリーズのコンセプトを崩すなどといった理由から、同じ戦隊内で一緒に用いられることのなかった黒と緑の2色が選ばれたが、その理由として「これまでにやったことがないことをやろう」という意図からである。
ヒーローのモチーフには全ての命を尊ぶ精神から『サンバルカン』と同じく動物が採用され、3人の戦隊であることからより機能を明確にするために陸海空にマシンを分け、陸と空の動物には強さをイメージさせるライオンとファルコンが、海の動物には潜水艦であることと女性メンバーに充てられることもあって優しさをイメージさせるイルカが、それぞれ選ばれている。このモチーフは巨大ロボにも採用されており、シリーズとしては初めてヒーローと巨大ロボのデザインモチーフの統一が図られるようになった。マスクデザインも『サンバルカン』では額にモチーフの動物のレリーフがあるのみであったが、本作品ではマスク全体が動物をイメージしたデザインとなっており、以降の作品でマスク全体にモチーフの要素を取り入れたデザインが主流となっていった。個人武器にもシリーズで初めてモチーフの要素が取り入れられた。
本作品では、1号ロボと2号ロボの合体という新たな試みもなされている。それまで、玩具での再現が技術的に難しいことから敬遠されていたロボット同士の合体というアイディアであるが、本作品ではすでに1号ロボのデザイン・合体ギミックが決定していた時点でこのアイディアを東映側が打診し、ギミック的にも問題ないと判断したことにより実現に至った。しかしながら、ロボット同士の合体という構想こそ早い段階で固まっていたものの、前述の通り発売スケジュールの都合から1号ロボに当たるライブロボのデザインはそれを考慮しない形で行われていたため、2号ロボに当たるライブボクサーや強化合体形態であるスーパーライブロボの合体およびそのデザインの考案は困難を極め、当時の関係者は「難産だった」と後年に述懐している。最終的には、当時流行していた『聖闘士星矢』（の聖衣）のイメージを参考にすることでようやくライブボクサーが完成し、社内プレゼンテーションでは実際に合体できたことにどよめきが起きたという。同年にはテレビアニメ『トランスフォーマー 超神マスターフォース』でも、同様に1号ロボと2号ロボが合体するゴッドジンライが登場しており、玩具開発競争が展開されていた。
作劇面では青春をテーマに、かつて同じ研究機関の学友と戦う道を選んだ若者たちによる、苦難の青春と心の葛藤が描かれている。競争主義と学歴社会への警鐘が本作品のテーマとされ、シリアスを基本としながらも風刺色の濃い、ブラックジョーク的なコミカルさを含む作風となった。また、動物をモチーフとしていることから生命の尊厳も重要な要素とされる。メンバーが追加された後半には、戦いの理由をボルトに殺された友人たちの仇討ちから、生きとし生けるすべての命を守ろうという想いへ変えて戦っていた初期メンバー3人と、殺害された兄や姉の復讐を当初の目的としていた追加メンバー2人との間に生じた意志の齟齬や、それに起因するチームワークの乱れなどといった新たなドラマも生まれた。
当初は1988年2月の最終週に、シリーズ10周年記念の特別番組を放映する予定であったが、前作のスケジュールの遅れから特番を制作する余裕がなくなり、本作品が2月最終週から開始されることとなった。

## あらすじ
世界中の若き天才が集まる科学者育成学校科学アカデミア。世界各国にいくつかの系列校が存在し、同じ年頃の青年たちが人類平和のため日々発明と研究にいそしんでいた。その中の一つ、スペースアカデミア号作成に向け熱気覚めやらない日本に近い分校の一つでは、課題である船外活動強化用スーツの開発を行っていた。
天宮勇介、大原丈、岬めぐみ、矢野卓二、相川麻理。スペースアカデミアのパイロットを夢見る仲のいい5人はその夜も実験を遅くまで行っていたが、同じ学友の月形剣史、仙田ルイ、尾村豪の3人が謎の宇宙船に乗り込もうとするのを目撃する。不吉なものを感じた勇介は引き止めようとするが、剣史は彼らにレーザー銃を向け、卓二と麻理は3人を助けるために盾となり凶弾の前に倒れてしまう。そして剣史たちは宇宙船に乗ってどこへともなく姿を消した。
それから2年後、悲願だったスペースアカデミア号の打ち上げの日。選ばれし天才だけで人類支配を企む大教授ビアス率いる武装頭脳軍ボルトが攻撃をかけてきた。スペースアカデミア号は大破、科学アカデミアも全滅してしまった。辛くも生き残った勇介・丈・めぐみらが見たものは、ボルトの手によって悪魔と化した剣史たち3人の姿だった。
だが勇介たちも親友・卓二、麻理の仇を討たんと、2年間アカデミアの校長だった星博士の支援のもと、実験していた宇宙空間活動用スーツを元にした強化スーツと3台のメカを製作していた。超獣戦隊ライブマンとなった彼らは地球の「生きとし生けるものたち」を守るために、そしてかつての友の暴挙を食い止めるために戦うのだった。

## 登場人物

### 超獣戦隊ライブマン
ケンプこと月形たちがボルトに身を投じた日から勇介たちが2年かけて準備して結成したスーパー戦隊。当初は勇介・丈・めぐみの3人編成であったが、中盤より鉄也・純一の2人が加わり5人編成となる。
個々の名乗り→全員で戦隊名の名乗りがスーパー戦隊シリーズの主なパターンだが、ライブマンが5人全員そろってこのパターンでの名乗りを行ったのは、5人が初めて揃った第30話のみであった。
天宮 勇介（）
ライブマンのリーダー格。21歳。夢のために戦う戦士。人類の平和のために宇宙開発を学ぶべく、科学アカデミアに、ビリから2番目で入学した。
正義感と勇気は人一倍。スポーツ万能で、剣の達人。サッカーに関しては小学校のころからオーバーヘッドキックの練習を続けており、第24話で体得した。当初は無神経な面も見られたが、徐々に成長し、ライブマンが5人になったころには真のリーダーらしくなっていった。白いオープンカー（RX-7 ガブリオレ）でパトロールすることも多い。ロック系の音楽をよく聴く。
エレキヅノーによって電気人間にされ、民間人に迫害されてしまい自信を無くしたこともあるが、他のメンバーの支えで再び立ち上がり元に戻った。
剣史とは学生時代は共に夢を語り合い、ルイには入学当初に一目惚れしたことから彼女にラブレターを送るも完膚なきまでに振られたという過去もある。しかし、アカデミア時代の一番の親友だった卓二と麻理を殺されたことで、ボルトに入った彼らに怒りを剥き出しにすることも多く、倒れたケンプを絞殺しかけた。
- 従来の主人公格と異なり、失敗もする落ちこぼれとして設定されており、本作品のテーマである青春を象徴しているとされる。鉄矢と純一の登場以降は発展途上の戦士というキャラクター性は両者に委ねられ、勇介はリーダーとしての面が強調されていった。

レッドファルコン
天宮勇介が変身するハヤブサの能力と戦力を持つ戦士。
剣技、射撃、空中からの急降下攻撃などを得意とする。
Vシネマ『百獣戦隊ガオレンジャーVSスーパー戦隊』
剣の戦士および赤き戦士代表として登場。墓参りに行ったところ、ガオレンジャーとオルグの戦いに巻き込まれ、戦士の心を失った鷲尾岳（ガオイエロー）に自身のかつての戦いや剣の戦士の魂、死の恐怖を超える覚悟を説いた。勇介の初登場場面では、卓二・麻理と剣史・ルイの墓も登場している。ガオレンジャーの敵であるデュークオルグのヤバイバが彼らの墓を足蹴にしていたために勇介は激昂しているが、その墓はかつて敵として戦った親友・剣史の墓だった。終盤では歴代レッド戦士を呼び出して、赤き勇姿を説いた。
『劇場版 動物戦隊ジュウオウジャーVSニンニンジャー 未来からのメッセージ from スーパー戦隊』
変身後の姿で登場。ギルマーダにトドメを刺されそうになったジュウオウジャーとニンニンジャーを白い空間内に避難させ、そこで歴代レッドと共に姿を現し、2大戦隊を激励。ワイルドトウサイシュリケンキング誕生に導いた。

大原 丈（）
勇介とめぐみと共にライブマンを結成。初登場時は20歳で、第34話からは21歳になる。1967年10月22日生まれ。勇気のために戦う戦士。科学アカデミア時代は勇介同様に劣等生で最下位争いをしていた。
一見気取り屋に見えるが、実際は実直で喜怒哀楽が激しい、少し短気な一本気の熱血漢。後先考えずに突っ走ってしまうこともあるが「いつもそうやって切り抜けてきた」ことに自信を持っているため、止められても従うことは少ない。女性には滅法弱く、声をよくかけているが、2003年の未来から来た少女ミクからは「リーゼントの優しいお兄さん」というイメージと恋心を抱かれた。運動神経が良く、特技はスケートボードで、めぐみの自転車に捕まってパトロールやピザの宅配をすることも。ライブマンが5人になってからはサブリーダーとなる。
豪とはアカデミア時代の親友であり、ボルト脱退後の豪との関わりも描かれた。
イエローライオン
大原丈が変身するライオンの能力と戦力を持つ戦士。
スピードとパワーに優れ、陸上戦を得意とする。
『海賊戦隊ゴーカイジャー』
第30話に登場。20数年経って落ち着いた雰囲気だが内面は今も変わらない熱い男。階段から落下したベビーカーを助けた際に偶然ジョーと知り合い、ザンギャックの誘拐現場に居合わせゴーミンたちを生身で蹴散らした。ジョーの依頼でザイエンの落としたバリゾーグの設計図を分析するために、再建された科学アカデミアの自分の研究室に案内した。バリゾーグのデータを調べ、「もう人間には戻せない」とジョーに告げるとともに、自分に起こった剣史たちとの過去の出来事をジョーに話し、自分の二の舞にならないようにとジョーを熱く激励し、ライブマンの大いなる力をゴーカイジャーに託した。
研究室の隅には愛用のスケートボードが置いてあり、それを見たジョーがライブマンだと気づいた。

岬 めぐみ（）
ライブマンの紅一点。熊本県出身の19歳。愛のために戦う戦士。勇介と丈の劣等生コンビとは異なり、アカデミアでの成績はルイと争うほどだった。
冷静でしっかり者で、心優しい性格。パトロール中に昼食に取ろうとしたビーフシチューをボルトの起こした事件で食べ損ねた時には自分で料理して振る舞う優しさもある。
戦う理由も当初の復讐からかけがえのない人々や命を守るためへと変わっていった。その優しさは仲間だけではなく、小さく幼い命や無機質な機械、果ては敵であるはずのボルトの首領少年王となったビアスにまで向けられた。ヒヒヅノーを圧倒した嵐にうっとりとしており、ワイルドな男が好みであるらしいが、直後に粗暴すぎる性格を知って愕然としている。それとは逆に軽薄な男を嫌う。
父親の与一郎は「岬流弓術肥後ばってん流」という弓術の達人で、中盤にて彼と再会した際、ボルトの起こした事件に巻き込まれたこともあった。
水泳、縄跳び、スキューバダイビングが得意で、自転車ロードレースの選手でもある。22話では水着姿を披露している。
マゼンダこと仙田ルイとはライバルであり、マゼンダが開発した香水・ラブトワレを悪用し男女の愛を弄んだマゼンダに怒り、勇介と丈を一時的に操られながらも逆襲に成功した。
ブルードルフィン
岬めぐみが変身するイルカの能力と戦力を持つ戦士。
冷静な状況分析による頭脳戦に秀で、水中戦も得意とする。
- レインボー造型企画の光輝は、初のブルーヒロインであることから、スーツは新色で染められたと証言している。

矢野 鉄也（）
第28話より登場。純一と共に加入した新たな戦士。かつて勇介たちをかばって剣史（ケンプ）に殺された卓二の弟で、3人兄弟の次男。19歳。
兄の死後、国連のドロテ博士の下で、ライブマンをサポートする訓練を積んでいた。勇介たちの前に初めて姿を現した際には、「バイソンの鉄」と名乗った。
初登場時はやや短気のため、かなり血の気が多い行動が目立ち、復讐に囚われるあまり軽率で無鉄砲にギガボルトに突っ込んでいくような行動が目立ったが、純一とともにその過ちを悔いて晴れて勇介たちに仲間と認められた。
だが、困っている人を見かけると放っておけない優しさもあり、33話では村の友達が引っ越してひとりぼっちになった少年・カズオの「ロボットの友達が欲しい」という願いを叶えるためにロボットを仲間に作ろうと頼むが断られてしまい、やむなく自分が着ぐるみを着て友達ロボットになろうとしたことも。
特技はボクシング、メカの発明、化学分析。
第42話ではギガブレインウェーブによってビアスに操られるが、精神力と4人の友情の説得により正気に戻った。
純一の兄貴分でもあり、彼からは「鉄ちゃん」と呼ばれる（アクセントは「てっちゃん」となる）。
ブラックバイソン
第30話より登場。矢野鉄也が変身する野牛（バイソン）の能力と戦力を持つ戦士。
戦闘ではボクシングのハードパンチを活かした連続打撃戦法を得意とする。

相川 純一（）
第29話より登場。鉄也と共に加入した新たな戦士。かつて勇介たちをかばって剣史（ケンプ）に殺された麻理の弟。18歳の高校生。
都立南高校のラグビー部に所属し、フォワードを務めるほどの実力を持つが、ライブマンとして戦うために休学している。鉄也と共に国連でトレーニングを積み、鉄也より遅れて、実戦に参加した。
兄貴分である鉄也とは逆に温厚な性格で、鉄也をアテにしたがるおとなしく気弱な面が目立つが、子供のころに大怪我を負いながらも人一倍リハビリを続けて完治するなど、努力家な一面も持ち合わせている。また登場した当初は鉄也と共に若さゆえの無鉄砲さも目立っていたが、鉄也同様過ちを悔いたことでようやく勇介たちに仲間と認められた。ベガヅノーにベガベビーを寄生させられた一件では精神的に動揺するも、同時に命の尊さを悟る契機ともなった。
グリーンサイ
第30話より登場。相川純一が変身するサイの能力と戦力を持つ戦士。
戦闘ではラグビーの突進力を活かしたタックルや体当たり、ジャンプから頭部の角を敵に突き立てる戦法を得意とする。

### ライブマンの関係者
コロン
星博士によって作られた、中国娘を思わせる姿の女性型のサポートロイドで、「ピンポーン!」が口癖。
博士亡き後は指揮官を務めており、グラントータス内から指示を出している。ライブマンのお姉さん的な存在であり、普段は穏やかで優しい性格だが、いざという時は仲間のために自ら命がけで戦場に赴いたり、ライブクーガーの運転やロボの操縦を行うこともある。ボディはスーパーセラミック塗装の超合金製であり、目は300倍ズーム超望遠赤外線機構を備えている。内部にも高度なメカが内蔵されており、部品が故障したバイソンライナーの制御を一時的に代行することもできたが、自身に跳ね返る負荷やダメージも相当なものとなる。ライブディメンションの起動フロッピーディスクを左胸の白い部分に入れており、取り外しが可能な頭のお団子はコンパクト型の分析装置になる。
特技はムーンウォークで、オープニング映像でも披露している。
- ラフデザインの中には決定デザインのほかに、セーラー服のものもある。

星博士（）
第1話・第2話に登場。科学アカデミアの最高責任者。月形たちがビアスの許へ向かった日、卓二と麻理が殺害された現場を目の当たりにし、その後2年間かけて、秘密裏にコロンやグラントータスを製作するかたわら、ライブマンとなる3人を物心両面から支援した。
最初のアカデミア島襲撃の際、重傷を負いながらも3人と遭遇し、グラントータスの場所と3人が作ったマシンに合体システムを組み込んでおいたことを伝えた。その後再度アカデミア島が襲撃を受けた際、妊婦を救うため瓦礫の下敷きとなり死亡した。
博士の命を懸けた行動は、ライブマンに戦うことだけが全てではなく、地球上の様々な命を守る大切さこそ、平和と未来に繋がる力になることを改めて理解させることに繋がった。
矢野 卓二（）
科学アカデミア時代での勇介たちの一番の親友。1966年生まれ。鉄也と武志の兄で、3兄弟の長男。麻理ともども科学アカデミアの所有する人工衛星・スペースアカデミア号の乗員になる夢を叶えるべく、ライブスーツの原型となった宇宙空間活動用強化スーツの開発に取り組んでいた。ボルトの襲撃開始から遡ること2年前、ボルトUFOに乗り込む剣史たちを目撃した後、命を狙われた勇介たちを身を挺して麻理と共にかばい、死亡する。
ライブスーツの他に、ライブクーガーとバイソンライナーの設計開発データを遺し、それは勇介たちにとって、地球をボルトから守る大きな戦力となった。
卓二と麻理の墓はアカデミア島の海が見える岬に作られており、劇中でも幾度となく登場したほか、後年のVシネマ『百獣戦隊ガオレンジャーVSスーパー戦隊』にも登場し、勇介が墓参りをしていた。
相川 麻理（）
同じくアカデミア時代の勇介たちと最も親しい女友達で、純一の姉。1967年生まれ。第1話で卓二と共に身を挺して勇介たちをかばい若い命を散らしてしまう。卓二ともども、作中ではその後も回想の場面で何度か姿を見せている。
サイファイヤーの設計データを遺しており、2人の形見をそれぞれの弟たちが生みだしたが、それはライブマンが5人となる時でもあった。
オープニングで剣史に光線銃で撃ち落される2匹の光る蝶は、彼女と卓二の比喩的演出である。
矢野 武志（）
第5話に登場。卓二と鉄也の弟で、3兄弟の末っ子（三男）。死亡した兄の卓二が残したライブクーガーの設計データを勇介たちに託した。
ドロテ博士
第30話に登場。星博士の要請によりバイソンライナーとサイファイヤーを製作するチームで指揮を執った国連所属の女性研究員。フランス出身。故障したバイソンライナーのAI回路を届けるためにグラントータスにやって来た。勇敢で正義感も強く、街を破壊するギガボルトに怒りを燃やしていた。

## ライブマンの装備・戦力

### 共通装備
ツインブレス
ライブマンの5人が両腕に装備している変身用のブレスレット。右腕用には各々のモチーフの動物のエンブレムが描かれており、左腕用は通信機にもなる。変身時は右手を前に突き出して横拳から縦拳へと90度回転させ、「ライブマン」のかけ声をかけながら胸の前にかざした左手の前に右手をセットするとスーツが転送される。変身シーンはワイヤーフレームで描かれているが、追加メンバーとして登場したブラックバイソンとグリーンサイには、専用のワイヤーフレームは最後まで用意されなかった。かけ声の直後に光の球の姿で飛び回り敵の背後などで変身が完了する場合もあり、これによって体勢を立て直すことも多かった。
- シリーズ初の左右両腕に装着するタイプの変身ブレスである。ツインブレスの玩具は、内蔵された磁石によって音声が発せられ、玩具オリジナルとしてミサイル発射ギミックや、動物のエンブレムのパネルを取り替えて好きな戦士になるというギミックがあった。追加メンバーのブラックバイソンとグリーンサイ用のパネルは市販品には含まれず、「バンダイお客様センター」が2枚セットで通信販売形式にて頒布していた。

ライブスーツ
ライブマンが装着する戦闘強化服。物語開始から2年前に科学アカデミアで初期メンバーの3人と矢野卓二、相川麻理の5人が研究していた宇宙空間活動用スーツをベースとして、改造強化された。マスクは各戦士のモチーフとなっている動物の意匠が施されている。衝撃を吸収し、耐火・耐熱性に優れる。また、スーツの胸部にも各戦士のモチーフの動物が描かれている。強化される前の実験段階に、卓二がピンクの燕、麻理が白黒ブチの犬のマークが胸についたスーツを試着したが、剣史が放ったレーザーで貫かれてしまっている。
ライブラスター
ライブマンが標準装備する万能武器で、右腰のホルスターで携行する。通常時は熱光線銃の銃モードで、これまでの例に洩れず、剣モードに変形させることも出来る。ホルスターから抜かずに撃つことも出来るほか、勇介が変身前の状態でブレスから出現させている。光線銃を複数で同時発射する場合、2人で撃つ際にはダブルライブラスター、3人ならトリプルライブラスター、4人以上ならただ単にライブラスターと呼ぶ。

### 個人武器・技
取り出す際は、ベルトのバックルから転送して使用する。
- シリーズで初めて動物の意匠を取り入れた武器である[16][13]。

ファルコンソード
レッドファルコン専用の両刃の剣。鍔の部分は隼を模している。鋼鉄や岩石を真っ二つに切り裂き、剣先から破壊光線を発射することが可能。
剣にレッドファルコンの超獣エネルギーを貯めて、刀身を発光させた状態から、必殺技のファルコンブレイクを繰り出す。
ケンヅノーの新合金ギガゾメタル製の剣に折られてしまい、それ以降は強化版のファルコンセイバーを使用するようになった。
ファルコンセイバー
ファルコンソードの強化版で3段階に伸縮する刀身を持った剣。ファルコンソード同様に鍔の部分は隼を模しており、ファルコンブレイクも受け継いでいる。その切れ味は、硬度556ポイントのギガゾメタル剣に対抗できるほど。
柄部分にはナックルガードが追加されている。トリプルバズーカの後上部を形成。
ライオンバズーカと新ドルフィンアロー同様に第22話から配備されたが、個人武器として使用されたのは次の第23話から。
『ガオレンジャーVSスーパー戦隊』では、鷲尾岳を鍛える際に変身前の勇介も使用。
『海賊戦隊ゴーカイジャー』30話では、レッドファルコンに豪快チェンジしたゴーカイレッドが使用し、ファルコンブレイクも披露した。

ライオンパンチ
イエローライオン専用の右手に装着するライオン型ガントレット。パンチ力を増幅するほか、先端の鋭い牙で噛み付くような攻撃もできる。「ライオンパンチ、アタック」の発声から放つこともある。
火炎のライオンパンチファイヤーを発することも出来る。
ライオンバズーカの登場に伴い、使用されなくなった。
ライオンバズーカ
イエローライオン専用のライオン型小型強力バズーカ砲。強力な破壊エネルギー弾に加え、冷凍用のフリージング弾も発射できる。
トリプルバズーカの中核を形成。
『海賊戦隊ゴーカイジャー』30話では、イエローライオンに豪快チェンジしたゴーカイイエローが使用した。
ジェットスケボー
小型ジェット噴射装置搭載のスケートボード。メイロヅノーの作り出す迷路に苦戦している丈のために勇介とめぐみが丈の得意なスケボーをヒントに共同で開発した。第10話から登場。
普通のスケボーの10倍のスピードを有し、アクロバティックな動きも可能。これで高速体当たりするスケボーアタックという技がある。テストヅノー、ボーソーヅノーに使用。

ドルフィンアロー
ブルードルフィン専用の弓矢。2頭のイルカが向き合った形状をしており、弓の握りの部分には、ライブマンのエンブレムが施されている。光の矢を放ち、一度に複数本の矢を放つことも可能。近接戦闘では打撃武器にもなる。
トリプルバズーカの開発に伴い、外見こそ同じだが強化が施された。
トリプルバズーカの銃口下部を形成。
『海賊戦隊ゴーカイジャー』30話では、ブルードルフィンに豪快チェンジしたゴーカイブルーが使用した。

バイソンロッド
ブラックバイソン専用のロッド型武器。2本の剣を繋ぎ合わせたような形状をしている。ロッドの部分は、状況に応じて伸ばすこともできる。
得意技はロッドを光らせて破壊光線を放つバイソンスパーク、ロッドを赤く光らせて、波動ビームを放つバイソンフラッシュ。
『海賊戦隊ゴーカイジャー』30話では、ブラックバイソンに豪快チェンジしたゴーカイピンクが使用した。
サイカッター
グリーンサイ専用のブーメラン。2本1対で構成されていて、刃付き。近接戦闘ではカッター武器としても使用可能。エネルギーを集中させて投げれば、複数の敵をみずから追尾して攻撃する。
『海賊戦隊ゴーカイジャー』30話では、グリーンサイに豪快チェンジしたゴーカイグリーンが使用した。
- デザインは野中剛が初担当した。

### 合体武器・技
バイモーションバスター
ライブマン全員で使用する大型必殺砲。第2話から登場。
ライブマンのヘルメットにデザインされた動物の目の部分が光り、ワイヤーフレーム状態でビームが投影されて結集・実体化。砲身部2箇所がピストン運動で前後に駆動した後、内部のジェネレーターで破壊エネルギーを生成・増幅し、光線を発射する。第2話と第3話は白い光線を放っていたが、第4話と第5話では黄色い光線になり、第6話からは赤と青で描かれた波形のようなエネルギー光線に変化した。
3人で発射する場合、肩の辺りまで担ぎ上げて発射していたが、5人になってからはイエローとブルーの後ろにブラックとグリーンが入り、腰の辺りまで下ろした状態で構えて発射するようになった。
- デザイン・ギミックのモチーフはSLである。

トリプルバズーカ
ファルコンセイバーとライオンバズーカとドルフィンアローを合体させた必殺砲。第22話から登場。
強力なエネルギー弾を発射する。バズーカと冠しているが必殺武器ではなくバイモーションバスターへの繋ぎとして用いられた。
スパークアタック
体を光のエネルギーで包み、光弾となって敵に突進する。主に変身直後に使用する。全員で一斉に使用することもあり、ハッカーヅノーに使った。技名を呼称したのは1回のみ。
分身の術
ファルコンの背中にライオンとドルフィンが重なり、ファルコンの肩を踏み台にして敵に二人が突撃する戦法。

### その他の装備
ラグビーボール爆弾
グラントータスの総エネルギーの3分の1を凝縮して開発した爆弾。第36話で純一が使用し、ヨロイヅノーの角に当てた。
防弾チョッキ
第38話に登場。勇介が1人で開発を進めていた防弾チョッキ。ライブマンのスーツをも傷つけるマシーンマゼンダの砲撃に対抗するために、勇介から実験のコード番号（YA12）を教えられた4人が使用、マゼンダの猛烈な砲撃を防ぎ切った。
コロンの分析装置
コロンが解析した様々な戦術情報を視覚化する装置で、頭部の右側に装着されたシニヨンを思わせる形状のパーツ。頭部から取り外した後コンパクト状に開いて使用する。ケンヅノーに負けた勇介にその敗因を指摘するために使用したこともあり、この時は敗因として、ケンヅノーよりも勇介の一撃の方が全て0.1秒遅いことを指摘した。しかし、コロンにとってかなり「都合のいい」映像処理も可能なようである。

### メカニック
グラントータス
ライブマンが暮らしている海亀型の巨大海底移動要塞基地。星博士が3人のために密かに建造し、アカデミア島・希望岬の沖合1マイルの海底に潜航させていた。第2話から登場。
内部には多数のモニターが備わっている司令室をはじめ、寝室や医務室などの居住スペースや機関部、開発室や実験室、各メカの格納庫がある。人の出入りが出来る唯一の出入り口は海中のハッチのみで、アクセス方法はスキューバダイビングのみである。そのため敵の侵入は容易ではないが、ボンバーヅノーの侵入を許してしまったことがあった。マシンバッファローの発進時は、トータス自身の4本の脚を伸ばして海中から浮上し、甲羅状のドームが展開して発進カタパルトが現れる。

モトマシーン
初期メンバー3人が変身後に使用する戦闘バイク。第3話から登場。
機体毎にパーソナルカラーが施されており、ファルコン用のモトファルコン、ライオン用のモトライオン、ドルフィン用のモトドルフィンの3機が存在し、フロントカウルもそれぞれの動物をあしらった形になっている。
それぞれフロントカウルの中に、ファルコンビーム、ライオンカノオン、ドルフィンミサイルを装備しているが、作中ではいずれも未使用。ヘッドライトもフロントカウル内部に設置されており、使用時にはカウルが展開する。
最高速度は時速310キロメートル。ジャンプ力は20メートル。
- 前年の『仮面ライダーBLACK』で発売された「プラデラ バトルホッパー」のヒットを受け、本作品でも可動フィギュアとバイクがセットになったプラデラが発売され、以後シリーズの定番商品となっている。

ライブクーガー
黒と赤の特殊ランドクルーザー。卓二のもう1人の弟の武志が兄の形見として持っていた設計図から勇介が武志の協力の許に開発した車をライブマンとコロンが戦闘用に改造した。部品は設計者が同じであるバイソンライナーと互換性がある。名前の通りボンネットはピューマを模している。第5話から登場。
装備は上部のクーガーバルカンと捕獲ネット。
基本的には、イエローライオンが運転を行い、ブルードルフィンは助手席に座り、レッドファルコンは荷台からクーガーバルカンを操作する。ブラックバイソンとグリーンサイが加入してからは、彼らの専用マシンになった。ライブマン以外では、コロンも操縦して戦闘支援も行う。
最高速度は時速420キロメートル。

マシンバッファロー
飛行機能を持つ白い母艦。大型輸送母艦としてはシリーズ最後の機体。
基本的には、コロンの手で遠隔操作されるが、コックピットに乗り込んで操縦することも出来る。物語前半は登場機会が多かったが、ロボ状態で呼ばれることもあるため、登場しない回もあり、後半は出番が少なくなった。
艦体上部にジェットファルコン、艦体下部にランドライオン、アクアドルフィンを格納・運搬する。武器は左舷のバッファローミサイル。
- 玩具では、バイソンライナーとサイファイヤーも搭載可能だが、片方しか搭載できない。
- 他のメカと同様に動物の名前を冠しているが、デザインにウシの要素はない。

ジェットファルコン
レッドファルコン専用の赤い巨大マシンでハヤブサを模した特殊戦闘機。パイロットである勇介自身が設計。第2話から登場。
武器はファルコンビームと機体下部から展開するファルコンクロー。
ライブロボの頭部・背部・腰部・大腿部を形成し、前輪はライブシールドになる。
- 商標の都合からか、DX玩具では「スカイマシン」という名称が使用されている。

ランドライオン
イエローライオン専用の黄色の巨大マシンでライオンを模した四足歩行メカ。パイロットである丈自身が設計。第1話から登場。
武器は背中の2連装大型砲ライオンカノン。ジャンプ技のライオンジャンプや、噛み付きからの投げ技も行い、地中も走行できる。咆哮を上げることもある。
ライブロボの胸部・両腕を形成し、ライオンカノンはダブルカノンになる。
- DX玩具での名称は「ランドマシン」。
- 劇中における走行シーンは本物のライオンのそれを忠実に再現したものとなっているが、このシーンに用いられたミニチュアは関節全てをラジコンで操作するという画期的なものであり、またミニチュア製作にあたってはアニメ『未来ロボ ダルタニアス』に登場するライオン型ロボット「ベラリオス」の設定資料が参考にされている。

アクアドルフィン
ブルードルフィン専用の青い巨大マシンでイルカを模した水陸両用双胴潜水艦。飛行も可能。パイロットであるめぐみ自身が設計。第2話から登場。
武器はドルフィンミサイル。
ライブロボの脚部（膝から下）を形成。
- DX玩具での名称は「アクアマシン」。

バイソンライナー
ブラックバイソン専用の黒い巨大マシンで猛牛を模した大型トレーラー。卓二の遺した設計案を元に造られた。第28話でライブロボが破れたピンチに初登場。正式にライブマンに合流した31話からの5人で運用する際はレッドファルコンとイエローライオンが後部に同乗するようになる。
武器は頭部左右の角から放たれるバイソンビームと体当たり。
ライブボクサーの上半身と左足首になる。
サイファイヤー
グリーンサイ専用の緑の巨大マシンでサイを模した大型トレーラー。麻理の遺した設計案を元に造られた。第29話から登場し、正式にライブマンに合流した31話からの5人で運用する際は、ブルードルフィンも同乗するようになる。
武器はコンテナ上部に装備されたファイヤーミサイルと体当たり。地中走行も可能。
ライブボクサーの脚と右足首になる。
- モチーフは消防車。

スペック
| 名称               | 全長            | 重量             | スピード          |
| ------------------ | --------------- | ---------------- | ----------------- |
| マシンバッファロー | 79 m[出典 20]   | 860 t[出典 20]   | マッハ3[出典 21]  |
| ジェットファルコン | 39.1 m[出典 20] | 93.5 t[出典 20]  | マッハ10[出典 25] |
| ランドライオン     | 27.8 m[出典 20] | 116.2 t[出典 20] | 900 km/h[出典 25] |
| アクアドルフィン   | 42.1 m[51][53]  | 287.3 t[51][53]  | 110 kt[出典 26]   |
| バイソンライナー   | 42 m[出典 20]   | 235.3 t[出典 20] | 800 km/h[出典 20] |
| サイファイヤー     | 38.3 m[出典 20] | 220.7 t[出典 20] | 750 km/h[出典 20] |

### 巨大ロボ
ライブロボ
第2話から登場。ジェットファルコン・ランドライオン・アクアドルフィンが「合体ライブディメンション」のコードで合体する巨大ロボ。合体機構は星博士が3人に内緒で各メカに組み込んでいた。初合体の際にはコロンから託された合体システムが記録された起動フロッピーディスクをマシンに組み込んだ。
翼を展開することで空も飛べるが、短距離なら翼を展開せずとも飛行可能。
武器・技は胸部から放射したエネルギーが実体化することで出現する超獣剣、ジェットファルコンの前輪が変形した盾のライブシールド、両肩に装備された2丁のビーム銃ダブルカノン、胸部のライオンの頭部から放つ破壊光線ライブロボビーム、敵の懐に飛び込んで放つライブロボパンチ、ランドライオンの尻尾部分が変形した鞭（劇中未使用）。敵の武器を奪っての戦いも得意としている。
必殺技は、中盤までは青色のエネルギーを漲らせた剣で敵の横を走り抜けざまに水平斬りするスーパーライブクラッシュ。ギガボルト戦後の第32話以降は、出力が120%強化されて黄色の光を帯びて赤熱化した刀身の超獣剣でX字に斬りつけるストロングクラッシュダウンに強化された。
第32話以降は、ブラックバイソンとグリーンサイも加えた5人で乗り込むようになる。第30話では鉄也と純一が勇介たちに無断で操縦し、ギガボルトと交戦。第48話ではライブマンの代わりにコロンが操縦し、等身大の恐獣ヅノーにライブロボビームを放っている。
ライブボクサー
第29話から登場。バイソンライナーとサイファイヤーが「合体ボクサーディメンション」のコードで合体する巨大ロボ。星博士の依頼でドロテ博士ら国連のチームによって制作された。ボクサーのようにパンチを得意とすることから命名された。
ブラックバイソンのボクシング技術を生かしたパンチ攻撃を行う。
通常技はライブパンチの別名を持つ連続パンチのピストンパンチ。
必殺技は全エネルギーで赤熱化させた両拳にエネルギーを込めて突進し殴り飛ばすミラクルビッグブロー。
初合体時はバイソンライナーのA1回路が破損していたことから、コロンがA1回路の代わりを務め、ギガボルトに苦戦しながらもライブロボの救出に成功した。第31話以降は5人全員で乗り込み、レッドファルコンがメインパイロットを担当するようになるがブラックバイソンとグリーンサイの2人で操縦することもある。
- 玩具ではファイヤーミサイルを手に持てたが劇中では飛び道具を使用することはなかった。

スーパーライブロボ
第30話から登場。ライブロボとライブボクサーが「合体スーパーライブディメンション」のコードで合体する超巨大ロボ。ライブロボの両腕と右肩にサイファイヤーが、両足下部、左肩と腰から頭にバイソンライナーが合体する。飛行も可能。科学アカデミア跡地下のスーパーコンピューターに隠されていた合体システムを三次元解析して発見したことで合体可能になった。第48話では、ヅノーベースに乗り込んだレッドファルコンの代わりに、コロンがレッドの席に乗り込み操縦した。
手持ち武器は使用しないが、高度なアイセンサーに加え、スパークアタックのように全身を発光させての体当たりも繰り出す。
必殺技は両肩で発生させたエネルギーを胸部に集中し、ライオンの口から放つ必殺光弾スーパービッグバースト。撃破後はライオンが雄叫びを上げる。
最強形態ではあるが、登場後もライブロボやライブボクサー単体で戦うこともあったため、毎回登場というわけではなく、登場回数は10回程度とそれほど多いわけではない。
- 敵の攻撃による爆発の中を平然と歩くバンクシーンの一部に、右肩のパーツが外れたまま撮影されている部分がある。
- 玩具では森恵による合体ナビゲーションビデオが付属したライブロボとライブボクサーの2体セット「ライブコンビネーション5」が発売された。

スペック
| 名称               | 全高            | 重量           | スピード            | 出力            |
| ------------------ | --------------- | -------------- | ------------------- | --------------- |
| ライブロボ         | 51.4 m[出典 29] | 497 t[出典 33] | マッハ1.5[出典 34]  | 1,900万馬力[55] |
| ライブボクサー     | 46.7 m[出典 33] | 456 t[出典 33] |                     | 1,300万馬力[55] |
| スーパーライブロボ | 60.1 m[出典 33] | 953 t[出典 33] | 5,200万馬力[51][55] |                 |

## 武装頭脳軍ボルト
人類の大部分を下等な存在と考え、世界は優秀な天才が支配すべきだと考える一団。彼らにとって生命は全くの無意味・無価値であり、優れた頭脳のみが意義あるものである。宇宙空間に浮かぶヅノーベースを本拠地とし、地球に頭脳獣やボフラー戦闘機を送り込む。
ビアスの配下としてガッシュのほかに、初期はケンプ・マゼンダ・オブラーの3人だったが、途中よりアシュラ・ギルドス・ブッチーが加わり、千点頭脳を目指して熾烈な争いが行われるようになる。
各キャラクターの身長・体重などの設定はない。
大教授ビアス
天才による世界支配を目的とする、武装頭脳軍ボルトの首領。左手から光線や電流を発生させる針を放つ。
ある有名な大学を首席で卒業後、空白の期間を経てボルトを築いた。その卒業記念の白黒写真はヅノールームに飾られていた。科学アカデミアで最も優秀な学生である月形剣史らをスカウトし、ボルトの幹部として迎え入れた。
彼が作ったガッシュは幹部でも歯が立たない戦闘能力を誇り、科学者としても超一流である。また、世界征服作戦を進める一方で、幹部たちを競わせて最優秀の頭脳「千点頭脳」を求めることにも執着する。
容姿は中年の男性であるが実は相当な高齢であり、数十年前から優秀な若者合計11人を自らの元へ呼び寄せ「千点頭脳」へと育成し、そこから得られる力で若さを保っていた。
その真の目的は12個の千点頭脳を集め、全人類を一度に洗脳するギガブレインウェーブ装置を完成させることにあった。ケンプかマゼンダが千点頭脳に達する可能性があると見込んでおり、オブラーやアシュラのことは彼らを競わせるための当て馬として幹部の座に着けていた。ケンプが千点頭脳を達成したことにより、一時はその目的を達成するかと思われたが、レッドファルコンによって阻止され、少年王ビアスへと若返る。しかしギガブレインウェーブに組み込まれたケンプの頭脳の反逆によって力を失い、本来の姿である老人に戻ってしまい、最後まで従ったガッシュともどもヅノーベースの崩壊と運命を共にした。最終話終盤では老衰で目もまともに見えぬようになり、自らを称える声の幻聴とガッシュの優しい嘘に安堵していた。
ヅノーベースから出ることはなかったため、終盤までライブマンと対峙することはなく、レッドファルコンが大教授ビアスと直接対面するのは48話が最初であり、残りの4人は少年王ビアス、老人状態のビアスとしか対面したことはない。
- デザインは荻原直樹が担当。ビアスやケンプのデザインのメカ部分はアンティークの時計や家具、ヴィジュアル系バンドをイメージしている。
- 演じた中田譲治は、『ラビリンス/魔王の迷宮』で魔王ジャレスを演じた際のデヴィッド・ボウイと『魔界転生』で天草四郎時貞を演じた際の沢田研二のイメージを参考にしたと自身のTwitterで回想している。

少年王ビアス
第48話・最終話に登場。12人の千点頭脳により子供の姿に若返ったビアス。さらなる勉強を重ね、より進化した大教授ビアスに再びなることが目的で、大人の記憶を持ったまま若返り、さらなる天才になるかと思われたが、実際は物理的な肉体と脳の若返りで幼児退行をしたようである。

月形 剣史（） / ドクター・ケンプ
科学アカデミアで最も優秀な首位で成績を収めた学生にして、勇介の友人。1965年生まれ。
人類のさらなる発展に貢献することを夢見ていたが、異常なほどプライドとエリート意識が高く、元来自身の能力に自惚れやすい悪癖の持ち主で、次第に他人までも見下すようになり、ルイや豪とともにビアスの誘いに応じボルトに参加した。だがボルトに入った後も人類を発展させる夢は捨てておらず、ビアスの元で真の天才として地球を支配することで実現しようとしていた。
ライブマンとの戦いの中でもそういった傲慢な性格を露わにすることが多く、自分より能力が劣る人間を人間だとも思っていなかったが、自分の頭脳獣が敗退したり、作戦が失敗した時には「だっ、黙れ!」と狼狽するように、エリート特有の挫折した時の自身の誇りが砕かれるショックや、心の弱さを突かれた時の脆さもよく見られた。
ビアスから与えられた宿題を幹部の中で最も早く完成させたことを評価されることもあれば、度重なる失敗を叱責され、幹部内での評点を最下位にされるなどビアスからの評価の変動は激しいが、それは彼の競争心を煽るためのビアスの目論見だった。
自分の肉体を強化改造しており、戦闘の際には美獣ケンプに、後にパワーアップし恐獣ケンプに変身する。たびたび訪れる改心の機会も最終的には拒否し、最期には自らの頭脳を捧げるほどビアスに心酔しきっている。しかしギガブレインウェーブの一部となった後に、めぐみがビアスにかけた言葉がきっかけでついに「子供のころに戻ってやり直したい」との思いに目覚めてビアスに反逆し、彼を破滅に導いた。
武器は背中に持つブーメランのスプリットカッターと新合金ギガゾメタル製の剣。βZO（）マイナス型という100万人に1人といわれる特殊な血液型の持ち主であることが語られている。
- デザインは荻原直樹が担当。

美獣ケンプ
強さと美しさを兼ね備えたと自称するケンプの戦闘形態。体色は青で獣人のような姿をしている。ウィンクで放つショック波ビューティフルアイ・虹色の破壊光線ビューティフルレインボーが武器。
- デザインは萩原直樹が担当。肉体が破れた服に覆い被さっていくようなイメージのデザインとなっている。

恐獣ケンプ
第37話より登場。ケンプが自らの体を恐獣変身計画によって強化した姿。美しさを捨てて強さのみを追求したケンプの新たな戦闘形態で、性格も凶暴化しより怪物然とした姿をしている。
武器は触手のケンプテンタクルと高熱火炎をまとって突撃するケンプデーモンフレア。ケンプテンタクルは人間の姿でも使用可能であり、ライブマンを罠にかける際に使用した。
千点頭脳となって自分の脳をビアスに捧げた後は頭脳獣・恐獣ヅノーと化した。
- デザインは荻原直樹が担当。デザイン画では左肩の角が大きすぎるため短く修正されたが、造型は修正前の大きさで作られた。胸の顔は優しそうな顔が怒ると怖い顔になるカラクリ人形のようなイメージとなっている。

恐獣ヅノー
第48話に登場。千点頭脳となって自分の脳をビアスに捧げたケンプの肉体が変貌した頭脳獣。ケンプテンタクル同様の紫色に光る触手や口からの破壊光線を武器とする。
巨大化の際はビアスの指輪から放たれる光線を用いた。巨大化してライブマンを追い詰めるもスーパーライブロボに倒された。頭脳を取り出され頭脳獣と化したにもかかわらず、身体の方にもケンプの意識が残っていたようで、言葉も普通に発していた。
- デザインは荻原直樹が担当。

仙田 ルイ（） / ドクター・マゼンダ
めぐみの友人でルームメイトだった女性。1965年生まれ。
剣史同様に人間であったころからプライドが高い上、自分より能力の劣る者たちを見下す傲慢な性格だったが、ボルトへの加入を決意してからは「愚かな人間のことなど考える必要はない」と星博士の前で平然と言いきり、ボルトの一員になってからは自分以外の生命に対しては無関心、能力の劣る者たちを殺すことに何の躊躇もしないばかりか、歓喜の笑いを浮かべるなど、冷酷残忍に変貌していった。その一方、学生時代に自作した香水を今でも愛用していたり、自らを改造する際に「優しさと愛する心の遺伝子」を抽出・保管するなど、人間であったころの証を捨てきれない部分がある。
科学アカデミアでの成績は2位で、剣史と常にトップ争いをしていたため、ケンプをライバル視している。入学したてのころ、勇介からラブレターを受け取ったが、「学問の研鑽に恋愛は邪魔であり、トップで合格した自分とビリから2番目の勇介では釣り合うわけがない」と勇介を平然と罵り、彼の目の前でラブレターを捨てたことがある。
永遠の命と美しさを求めて身体を機械化しており、身体中に銃火器を組み込む自己改造を行いサイボーグと化している。人間の姿に変身する能力がある。
科学アカデミアに在籍していたころから香りの強い香水を好み、マゼンダとなってからも「マゼンダNo.5」などのオリジナルの香水を愛用し、第9話ではラブトワレで男性を誘惑させるなど、兵器として使うこともある。
武器は近接格闘武器のグラムロッド、右人差し指を改造した銃器フィンガーガン、右肘を折り曲げて出現させる銃器エルボーガン、掌から出現し指先のケーブルを接続する銃器パームガンなど。ケンプとは逆にビアスの成果に疑念を持ちつつも自らの研究を進め、後に身体のサイボーグ化を進めてマシン・マゼンダに強化改造し、最終的にはロボ・マゼンダになった。
- デザインは荻原直樹が担当。衣裳の赤い部分は血塗られたウエディングドレスがコンセプト。造形では細かなディテールが簡略化されている。

マシン・マゼンダ
第38話でサイボーグ化をさらに進め、全身の90%（頭部以外）を機械化した姿。
体の各所に、右手の五指が全てピストルになっている5連装の銃器ファイブフィンガーガン・右腕から射出する銛付きの鎖バトルチェーン・パームガンの強化版パームバズーカ・両肘から放つエルボーガンダブルヘッド・右膝に装備されているミサイルニーミサイル・背中に装備した大型ミサイルトッパーミサイルなど、改造前よりも殺傷能力の高い武器を多数搭載している。
しかし、同話で強力な火力の前に脅える（芝居をした）勇介を獲物として追い詰めたものの、勇介の計略に引っかかり、武器を無駄遣いしたところをつけ込まれて敗退してしまった。
ロボ・マゼンダ
第47話で頭部はおろか頭脳までも機械化し、その名の通りロボットと化した姿。だがその行為が12人目の千点頭脳としてマゼンダの脳を自分のものにしようと目論んでいたビアスの怒りを買ってしまい（そもそも脳を機械化したのもそういうビアスの真意を知ったためだった）、ビアスによって致命傷を負わされる。そして自らを看取った豪に対し人間に戻れた彼を羨み、自らの過ちを悔いながら豪に別れを告げる際、崖から足を滑らせて爆発四散するという最期を迎えた。その際、豪は「神様はマゼンダをお許しにはならなかったのですね…」と涙した。

尾村 豪（） / ドクター・オブラー
科学アカデミアの学生で、丈の親友だった。
かつては泳げないにもかかわらず溺れた犬を助ける心優しい青年だったが、貧弱な肉体にコンプレックスを持つようになり、応用したウイルス進化論による肉体強化を研究。その後ボルトに入り、研究を完成させ獣人のような姿になる。ケンプすら脱帽させた優れたバイオテクノロジーとその圧倒的なパワーでライブマンを苦しめる。
他の2人とは違い生まれついての天才ではなく、どちらかと言えば秀才であり、ケンプたちのようにビアスに選ばれたわけではなく、2人と同じ試験の出題を懇願しボルトに入ったという経緯を持つ。子供のころから母親の俊子に勉強を強要されており、「みんなと遊びたい」という気持ちを心の奥底に持っていた。分身とも言うべきベンキョウヅノーがそんな行動をとったことによって、彼の心底が明らかになった。
作戦の失敗と獣人化ウイルスの効力が薄れたことによってビアスから見捨てられ、汚名返上のためライブマンに最後の決戦を挑んだ際にケンプたちの罠にかかり頭脳獣オブラーヅノーの素材にされてしまうが、息子に道を誤らせていたことに気付き、それを悔いた俊子の説得と涙で重圧から解放され、「人間に戻りたい」という自身の願いによって元の人間の姿に戻る。しかし肉体も精神も消耗していたこともあり記憶を失った。そして母と共に勇介たちの前から去った。
それからしばらくして偶然から丈と再会。トウメイヅノーに襲われた際にある程度記憶を取り戻し、ボルトに入った罪を悔い改める意味で教会に通っていた。
そして完全に記憶が蘇り、その中にかつてボルトに入ったばかりのころに目の当たりにしたビアスの最大の秘密が含まれていたためにボルトに狙われながらも独自に調査を開始。その過程で過去にビアスに脳を取られた人間たちの存在を知り、マゼンダを説得したものの（既に全身を機械化していたこともあり）聞き入れられなかった。その後、アシュラとマゼンダの最期を見届けることとなる。
獣人オブラー
第3話より登場。頭脳獣ウイルスヅノーの力を用いた人体実験によって自分で開発した獣人化ウイルスによる自己改造で、獣人化していく過程の中で人間と一線を画す容姿と能力を手に入れたドクター・オブラー。オブラーヅノーと異なり、胸の装甲にエンボスがある。
武器は火炎放射器にもなる巨大な斧。
- デザインは新貝田鉄也郎、装飾類は荻原直樹が担当。デザインでは、大きな口に見える首周りの意匠からスーツアクターの岡本美登の顔が覗くという想定であったが、造型では口のディテールが簡略化されている。

毒島 嵐（） / ドクター・アシュラ
第11話から登場する、北国の生まれで暗黒街のトップになることを目指す暴力集団・ニューマフィアのボス。
学力に関して強いコンプレックスを持ち、単純な一桁の足し算も指を使ったとしても出来ない男だったが、頭脳獣を従えるほどのパワーと野性味にビアスが目を付けて直々に教育。生体改造し、智勇を併せ持って作られた天才にした。この際、ビアスは元々嵐には才能があったと語っていたが、後に生まれついてのケンプやマゼンダと競わせ千点頭脳に近づけるためのいわゆる当て馬として「作られた天才」だったことが明らかになる。
武器はブーメランのカットアッシャーと、頭に付けた輪からの光線。サイバー分身で自分の肉体からアシュラ組3人衆シュラーという分身を生み出し、彼らとのコンビネーションで攻撃する。
アシュラになっても優秀な科学アカデミアへの妬みや暗黒街のことを忘れておらず、テストヅノーやジンマーと共に強盗を働いたりした。
攻撃的な性格ではあるが、第18話では優しさと愛する心の遺伝子を自ら破壊し悲しむマゼンダに対し、丈から贈られたペンダントを届けている。
最後にはビアスに切り捨てられる形となり、頭脳獣ハッカーヅノーの力を使い一発逆転を狙ってあちこちのコンピュータをハックしまくった際に、ヅノーベースのメインコンピュータにアクセスしてビアスの目的を覗いてしまったため、ビアスに命を狙われる。その時は命は助かったものの元の毒島嵐に戻ってしまい、ビアスの手による知力も失われた。そして再会した豪に「俺たち妙な人生だったな･･･」とビアスに利用されていたことの後悔とも取れる別れを告げた後、バトルヅノーに苦戦するライブマンを救うと同時にボルトに落とし前をつけるべく、ダイナマイトを身体に巻いてバトルヅノーに特攻し、壮絶な自爆を遂げた。
- デザインは新貝田鉄也郎が担当。初登場時の衣装は漫画『北斗の拳』をイメージしている。演じる岡本美登は、東映プロデューサーの鈴木武幸から髪の毛を剃ることを要望され、剃るのは可能だが童顔に見えると応えたところ、長髪のキャラクターになったと証言している。

シュラー3人衆
第14話より登場。アシュラが最新の分身システム・サイバー分身で生み出した分身で、赤・青・紫のたてがみを生やした3体の戦士。
両腕に付いたカッターからの光線と、巧みな連携プレーを武器とする。
独立した知能を持たず、セリフは「シュラー」の掛け声とアシュラの言葉の語尾をオウム返しに言うのみ。
最終作戦でレッドファルコンに追い詰められたアシュラをかばい、ファルコンブレイクを受けて全滅した。
- デザインは新貝田鉄也郎が担当。

ギルド星人ギルドス
第19話より登場。大教授ビアスの名を聞き、弟子入りするためにやって来たギルド星の天才。クールな性格で不滅の生命力を持つ。ブッチーと行動をともにすることが多い。友情については「宇宙人には理解できない感情」とブッチーと共に語っていたが、自分とブッチーの中間成績が下位だった時は「俺たちは活躍の機会が少なかっただけ」と励まし合い、彼の死にブッチーが嘆くなど強い信頼関係を築いていた。当初はヘルメットや十字架剣を装備。
ビアスを尊敬していたが、やがて「所詮は地球人」とビアスを見下すようになり、遂には第43話で自分の優秀さを示すために自らの不滅の生命エネルギーで倒されても何度でも蘇る頭脳獣ギルードヅノーを開発しライブマンを倒そうと目論むが、その過程で本人も想像だにしなかった正体を露呈してしまう。
その正体はブッチーともどもビアスが弟子たちの競争心を煽るべく作り上げたロボットであり、本人たちもその事実は知らなかった。最後には何度もギルードヅノーを蘇らせているうちにオーバーロードを起こしてメカの正体を露呈し、自身に何が起きたのかもわからないまま爆発し最期を遂げた。
- デザインは荻原直樹が担当。正体がロボットであるという設定は後付けであり、デザイン段階では宇宙人の幹部としてデザインされている。当初は2人組のおちゃらけ系の幹部としてデザインされたが、ブッチーではないもう1体の方はボツとなり、ギルドスが改めてデザインされた。

チブチ星人ブッチー
第22話より登場。ビアスの名を聞き、弟子入りするためにギターラヅノーを引き連れやって来たチブチ星の天才。語尾にはよく「だす」が付く。同じ宇宙人であるギルドスと行動を共にすることが多い。得意技は目玉を飛ばして攻撃する目ん玉リボルバー。
陽気な性格で、歌と踊りが大好き。光GENJIの「パラダイス銀河」の替え歌を披露、EDではローラースケートの腕前も見せている。戦闘時はローラースケートとグローブを装備しライブマンと戦う。
彼にもギルドス同様の思いがけない秘密が隠されていた。最後にはギルドスの死がきっかけで自らの秘密－ケンプらの競争相手としてだけ作り出された存在ということを知って自暴自棄に陥り、自分が作った頭脳獣ボーソーヅノーを率いて無差別破壊を始める。そしてその心中の悲しみを察しためぐみの優しい言葉に心を開くが、その直後ビアスに自爆スイッチを作動させられ、めぐみに手を振りながら別れを告げ、爆発した。
- デザインは荻原直樹が担当。

ガードノイド・ガッシュ
第2話より登場。大教授ビアスがボディーガードとして製作したアンドロイド。ガッシュガンを武器とし、ビアスの身辺警護を使命とする。第47話から第49話では長剣も用いた。ビアスへの忠誠心は不動であり、他の幹部たちが次々と脱落あるいは離反する中でもビアスを最後まで守り続け、最終話では崩壊するヅノーベースの中でビアスを看取った。崩落するヅノーベースの中、機材の爆発を「地球征服をお祝いする花火」と曲解し死に行くビアスを安心させ、「ビバ!ビアス!」と称えながら運命を共にした。
目から放射するカオスファントムエネルギーで頭脳獣を誕生させ、所持している大型エネルギー砲・ギガファントムで頭脳獣を再生・巨大化させる。また、ケンプたちですら遠く及ばぬほど非常に高い戦闘力や巨大ダンプカーを押し返すほどのパワーを誇り、単独でライブマンや他のボルトの幹部と互角以上に渡り合う。
その右目はビデオアイともなっており、ヅノーベースの爆発によって頭だけになって飛ばされ、ボルトの記録をライブマンに見せた後、地割れに呑み込まれた。
- デザインは新貝田鉄也郎が担当。

頭脳獣
第2話より登場。ボルトの幹部たちがそれぞれの作戦コンセプトに基づいて設計し、人工的に作られた頭脳核にカオスファントムエネルギーを照射し、カオスが作られる状況にある原子などと融合することによって新しい生命が創造・扶養される生体兵器。通常は一度撃破されても、ガッシュのギガファントムにより再生・巨大化する。
一部には最初から巨大な姿で出現したものや、ビアスの指輪など、ギガファントム以外の手段で巨大化したものもいる。

ジンマー
ボルトの戦闘用ロボット兵。移動の時は両手を広げた状態で移動する。武器は鞭にもなるスティック。頭部はスピーカーを装着できる他、ビームによる攻撃も可能。白い仮面の下には不気味な機械が蠢く。初期では頭や手が切断されてもその切断部位が活動を続けて標的を攻撃する力を持ち、まだ戦いに慣れていなかったライブマンを苦戦させた。
- デザインは森野うさぎが担当。

ダミーマン
第4話より登場。ジンマーが人間に擬態した姿。マゼンダの作戦で人間社会に潜伏して行動する。攻撃を受けるなどの強い衝撃を受けると擬態が解け、外見がジンマーに戻ってしまう。

### ボルトの戦力
ヅノーベース
武装頭脳軍ボルトが拠点とする宇宙ステーション。普段は地球の軌道上にあり、ビアスの指輪による操作で遠隔攻撃などを行うことができる。内部には幹部たちの居住・研究施設のほか、「千点頭脳」を保管するヅノールームが設けられている。
最終決戦ではレッドファルコンの侵入を許し、さらに彼の救出に向かったスーパーライブロボの体当たりで墜落。千点頭脳を失い瀕死のビアスが再度離陸を試みるも、既に機体は離陸に耐えられる状態ではなく、ビアスと共に崩壊を迎えた。
ボフラー戦闘機
武装頭脳軍ボルトの戦闘機で、前部が三つ叉のツメのように、後部が蛇のようになっている。地上や水中でも移動でき、その際には蛇状の後部を折り曲げて変形する。武器はビーム砲。モチーフはぼうふらである。
ボルトUFO
ガッシュが主に操縦するデルタ型宇宙船で、主に幹部の移動の際に用いられる。ボフラー戦闘機とは異なり戦闘には直接関わる機体ではないため、装備についても作中特に登場せず、登場頻度も決して高いわけではない。
ギガボルト
ボルトの科学力の粋を集めた最強兵器。ボルトの一大プロジェクト「ギガ計画」の集大成として建造された、黒い騎士のような姿の巨大ロボットで、ビアスに出された課題を最初に達成したケンプが操縦者だったが後にアシュラにその座を譲ることとなる。コックピットは額部分に設けられている。
武装は胸部左右から放つビーム砲、三叉の刃を持つ槍状の剣、左腕に固定された盾、左右の胸部と腹部から放つ光線から生成する拘束リング・ギガフィールド。武装以外でも高い耐久性を有するスーパーギガゾメタル製のボディ、動力のギガスーパーエネルギーが生み出す絶大なパワーなど、機体そのものも高いポテンシャルを備えている。
初戦でライブロボを一蹴し、ギガフィールドで空中磔の刑にした。ライブボクサーとの戦闘でも圧倒するがピストンライブパンチで弾き飛ばされた際にライブロボとぶつかったショックでギガフィールドに囚われる。ビアスの指輪からの光線で拘束解除されたのち、アシュラの操縦でライブロボと再戦するが、その最中に生じた電磁波の影響で一時的に動けなくなり、最終的には初合体を果たしたスーパーライブロボのスーパービッグバーストで倒された。
- デザインは新貝田鉄也郎が担当。ラフデザインではライブロボに対抗して胸にドラゴンの顔がついていたが、主人公っぽくなるため却下された。造型ではスーパーライブロボと並べた際に見劣りがしないよう高下駄として分厚い靴底のようなパーツが足に追加され、襟元や肩などのレリーフをより強調する方向でアレンジが加えられている。

## 設定・用語
科学アカデミア
世界中から選りすぐりの頭脳を集め、人類科学の発展と地球の平和と未来のための人材を育てる目的として、様々な分野の科学者を養成し、育て上げる組織として国連科学省によって設立され、星博士を中心に運営されていた教育機関。
物語の冒頭で武装頭脳軍ボルトの2度の襲撃を受け壊滅、星博士を始めとする職員・生徒たちもその大半が命を落とした。混乱を防ぐため国連の意向により、表向きにはアカデミア島は突然の海底火山の爆発で壊滅したことにされた。
襲撃の後、アカデミア島は再建されぬまま廃墟の島へと変貌し、島中にはボルトの2度の襲撃により命を落とした科学アカデミアの生徒・職員の墓標が一面に並ぶ有様となっていたが、一部のメカニズムは生き残っており、アカデミア中核ともいえるスーパーコンピューターの予期せぬ作動が、ギガボルトに苦戦するライブマンを救ったのみならず、そこから得られたデータがギガボルト打倒に繋がった。
スペースアカデミア号
科学アカデミアが開発・製作した最新鋭の宇宙船。コックピットには、卓二と麻理の写真も置かれていた。アカデミアの選抜メンバーを乗せて打ち上げられたが、ボルトの襲撃を受けて大破・炎上。乗組員は全員死亡した。
宇宙空間活動用スーツ
科学アカデミアが開発した宇宙船・スペースアカデミア号の船外活動を目的に研究していたスーツ。後にライブマンとなる3人はこのスーツを基に2年かけて改良を重ね、ライブマンの強化スーツ・ライブスーツが完成した。
スーツの装着実験には専用装置が使われ、卓二と麻理が装着のために装置に入ったが、多大な負荷に耐え切れず爆発した。だがスーツの装着には成功し、爆発で屋外に飛ばされた2人も無事だった。

## キャスト
主演の戦隊メンバーには、当時俳優・歌手として知名度のあった嶋大輔が天宮勇介役に、森恵が岬めぐみ役にそれぞれ起用されたほか、大原丈役には、当時まだ駆け出しの新人ながら「魅力が十分ある」とのことから前作『光戦隊マスクマン』にゲスト出演した西村和彦が起用されている。またボルト側には前々作『フラッシュマン』で幹部役だった中田譲治、広瀬匠が起用された。

### レギュラー/準レギュラー
- 天宮勇介 / レッドファルコン - 嶋大輔
- 大原丈 / イエローライオン[注釈 60] - 西村和彦
- 岬めぐみ / ブルードルフィン - 森恵
- 矢野鉄也 / ブラックバイソン - 山口正朗（第28 - 49話）
- 相川純一 / グリーンサイ - 河本忍（第29 - 49話）
- 月形剣史 / ドクター・ケンプ - 広瀬匠（第1 - 48話）
- 仙田ルイ / ドクター・マゼンダ - 来栖明子（第1 - 47話）
- 尾村豪 / ドクター・オブラー - 坂井徹（第1 - 3、19 - 21、41、46、47話）
- 嵐 / ドクター・アシュラ - 岡本美登（第11 - 25、27 - 46話）
- 矢野卓二[注釈 61] - 堀広道（第1、5、8、29、30話）
- 相川麻理[注釈 62] - 林優枝（第1、8、29、30話）
- 大教授ビアス - 中田譲治

### ゲスト
- 星博士 - 伴直弥（第1、2話）
- 平野玲子（第2話）
- 警備員[注釈 63] - 小寺大介（第4話）
- お婆ちゃん[注釈 63] - 大川万裕子（第4話）
- 武志 - 多賀啓史（第5話）
- 庄三郎 - 高杉哲平（第6、7話）
- 健一 - 飯塚亮平（第6、7話）
- 飼育員[注釈 63] - 遠矢孝信（第7話）
- 俊介 - 大松剛（第9話）
- ゆかり - 柏木直美（第9話）
- 店員 - 水森コウ太（第9話）
- 警官 - 中島実（第9話）
- 真也 - 江川芳文（第10話）
- 陽子 - 川島光代（第10話）
- タナカ - 樋口悟郎（第12話）
- 令子 - 重裕子（第17話）
- 晴子 - 西原玲子（第17話）
- レイ[79] - 来栖明子（第18話）
- 豪の母 - 宗方奈美（第19 - 21話）
- 幼少時代の豪[注釈 63] - 中野聡彦（第19 - 21話）
- コウジ - 山中一希（第25、26話）
- マモル - 井上豪（第25話）
- ケンタ - 藤田一夫（第25話）
- タツオ - 斉藤寿（第25話）
- ユカリ - 下田幸美（第26話）
- 岬与一郎 - 島田順司（第27話）
- ドロテ博士[注釈 63] - ドロテ（第30話、特別出演）
- 丹地マイ[注釈 63] - 染谷浜子（第32話）
- カズオ - 伊藤祐一郎（第33話）
- ミク - 岡谷章子（第34話）
- ミノル[注釈 63] - 新井昌和（第36話）
- 史郎 - 松浦隆（第40話）
- 由紀 - 湯原弘美（第43話）
- 翔 - 青戸昭憲（第43話）
- 少年王ビアス - 石関賢太郎（第48、49話）

### 声の出演
- コロン - 高坂真琴
- オブラー - 森篤夫（第1 - 21話）
- ギルドス - 斉藤茂（第19 - 43話）[注釈 64]
- ブッチー - 神山卓三（第22 - 44話）
- ガッシュ - 日下秀昭
- ナレーター - 桑原たけし

### スーツアクター
ガードノイド・ガッシュ役の大藤直樹は本作品で初めてレギュラーキャラクターを担当した。また、ブラックバイソン役の石垣広文も本作品で初めてヒーロー役を担当した。
- レッドファルコン[出典 37] - 新堀和男
- イエローライオン[出典 38] - 赤田昌人
- ブルードルフィン[出典 39] - 蜂須賀祐一
- ブラックバイソン[出典 40]、ブッチー[81] - 石垣広文
- グリーンサイ[29] - 蜂須賀昭二
- コロン[87][88] - 渡辺元子
- ガードノイド・ガッシュ[80] - 大藤直樹
- ジンマー兵 - 竹内康博[89][90]、今井靖彦[91]
- その他 - 大道寺俊典[92]、清家利一[93]、神尾直子[94]

## スタッフ
脚本・監督・デザインについては前作と顔ぶれは全く変更がないが、劇伴音楽のみ矢野立美が三度起用されている。またシリーズ草創期より演出陣に名を連ねていた山田稔が、自らの病を理由に本作品の第11話を最後に完全に現場から引退、以降監督は長石多可男と東條昭平の2人だけでほぼローテーションを組んでいる。
主題歌の作曲を手がけた小杉保夫は、本作品がシリーズ初参加であり、以後『爆竜戦隊アバレンジャー』に至るまで、ロボットソングを中心に多くの楽曲を手がけることとなった。また作詞担当の大津あきらは歌謡曲畑からの起用であり、これ以降東映特撮にもたびたび詞を提供している。
- プロデューサー - 宇都宮恭三（テレビ朝日）、鈴木武幸（東映）
- 原作 - 八手三郎
- 連載 - テレビマガジン、てれびくん、テレビランド
- 脚本 - 曽田博久、藤井邦夫、井上敏樹
- 音楽 - 矢野立美
- アクション監督 - 竹田道弘（ジャパン・アクション・クラブ）
- 監督 - 長石多可男、山田稔、東條昭平
- 撮影 - いのくままさお
- 照明 - 斉藤久
- 美術 - 山下宏
- キャラクターデザイン - いちごはうす、荻原直樹
- イラスト - アトリエ雲（第2話まで）、赤坂徹朗、薄永俊之、野口竜、サトージュン
- ヒーロー&メカニックデザイン - プレックス
- 録音 - 石川孝
- 効果 - 大泉音映
- 選曲 - 村田好次
- 編集 - 山口一喜、伊吹勝雄
- 製作担当 - 山本康郎
- 進行主任 - 室橋忠、奈良場稔
- 計測 - 黒須健雄
- 記録 - 斉藤りさ、高山秀子、石川和枝、小林みどり、松葉勢津子
- 助監督 - 諸田敏、渡辺勝也、斉藤博士
- 製作デスク - 須田啓一、岩永恭一郎
- 装置 - 東映美術センター
- 操演 - 船越幹雄
- 美粧 - サン・メイク
- 衣裳 - 東京衣裳
- 装飾 - 装美社
- 企画協力 - 企画者104
- 造型 - 前沢範
- キャラクター製作 - レインボー造型企画
- 合成 - チャンネル16
- 現像 - 東映化学
- 車輌協力 - MAZDA
- オートバイ協力 - SUZUKI
- ビデオ合成 - 東通ecgシステム（前岡良徹、近藤弘志、柳田正憲、鈴木康夫）
- 撮影協力 - 鴨川シーワールド、スポーツランドSUGO、川口市立グリーンセンター、光ヶ丘ライフステーションIMA、会津若松市、房総風土記の丘
- （株）特撮研究所
  - 操演 - 鈴木昶、尾上克郎
  - 撮影 - 高橋政千
  - 美術 - 三池敏夫
  - 照明 - 林方谷
- 特撮監督 - 矢島信男
- 制作 - テレビ朝日、東映、東映エージエンシー

## 音楽

### 主題歌
歌手でもある嶋大輔が主題歌を歌っているが、出演者が主題歌を歌ったのはシリーズ初である。また、同じく歌手だった森恵も挿入歌・「スパーク! 海へ」を歌っている。
シリーズとしては初めて音楽担当者が主題歌・挿入歌の制作に参加していない。当初は音楽担当の矢野立美に主題歌の依頼もあったが、矢野は多忙のためこれを辞退した。
オープニングテーマ「超獣戦隊ライブマン」（日本コロムビア CK-805）
作詞：大津あきら / 作曲：小杉保夫 / 編曲：藤田大土 / 歌：嶋大輔
イントロ部分のシャウトは、作曲の小杉によるものである。
メンバー増員に伴いキャスト紹介の尺を延長したのに合わせて、第30話からアウトロが少しだけ長くなった。これと同時にタイトルロゴのファルコン・ライオン・イルカのレリーフは削除され、番組のタイトルは画面下3分の2にのみ表示される。また、音のピッチも若干上げられている。
『百獣戦隊ガオレンジャーVSスーパー戦隊』では、レッドファルコンを含むドリーム戦隊の戦闘シーンで挿入歌として使用されていた。
エンディングテーマ「あしたに生きるぜ!」（日本コロムビア CK-805）
作詞：大津あきら / 作曲：小杉保夫 / 編曲：藤田大土 / 歌：嶋大輔
生ブラスを廃しシンセによる打ち込みを前面に押し出したアレンジやサンプリングボイスをフィーチャーするなど、サウンド的には当時日本でも流行しつつあったユーロビートの要素を取り入れている。
第27話、第32話では戦闘時のBGMとしても使用された。
最終回では『超新星フラッシュマン』で導入されていた「エンディングを本編に組み込む」という方式が改めて取られ、ボルトとライブマンの戦いを振り返る映像をバックにスタッフロールが流された。この方式は次作以降も一部の年を除いて毎年継続している。

### 挿入歌
「進め! ライブマーチ」
作詞：園部和範 / 作曲：Frankie T. / 編曲：石田勝範 / 歌：茅弘二、こおろぎ'73、SHINES
「Knock! 熱狂のライブ」（第12話）
作詞：只野菜摘 / 作曲：小杉保夫 / 編曲：石田勝範 / 歌：茅弘二
「美しきドリーマー」（第16話）
作詞：大津あきら / 作曲：小杉保夫 / 編曲：石田勝範 / 歌：嶋大輔
「ダッシュ! ライブロボ」（第12・16・17・23・27・32話）
作詞：八手三郎 / 作曲：小杉保夫 / 編曲：藤田大土 / 歌：茅弘二
「正義は不滅さ、ライブマン」
作詞：園部和範 / 作曲：池毅 / 編曲：藤田大土 / 歌：茅弘二、こおろぎ'73、SHINES
「スパーク! 海へ」（第22話、44話）
作詞：只野菜摘 / 作曲：Frankie T. / 編曲：藤田大土 / 歌：森恵
「ライブ・センチュリー 〜俺達の新世紀〜」
作詞：園部和範 / 作曲：松田良 / 編曲：藤田大土 / 歌：茅弘二
「ホップ・ステップ・ラブジャンプ!」（第13話）
作詞：森由里子 / 作曲：池毅 / 編曲：石田勝範 / 歌：高坂真琴
「負けん気満点! ライブマン」
作詞：園部和範 / 作曲：池毅 / 編曲：吉田明彦 / 歌：茅弘二、SHINES
「ライブボクサーの歌」（第36話、44話）
作詞：八手三郎 / 作曲：小杉保夫 / 編曲：藤田大土 / 歌：茅弘二
スーパーライブロボの活躍シーンではインストゥルメンタル版が使用されている。

### 劇伴
劇伴には、ムソルグスキーの展覧会の絵に影響を受けたと思われる曲がBGMとして使用されている。例えば、頭脳獣が巨大化する際にかかる曲ではバーバヤーガの小屋をアレンジした曲が使用されている。
他にも対ギガボルト戦のBGMではホルストの「火星」（組曲 惑星より）のオスティナートをほぼそのままの形で用いた曲など、クラシック音楽を意識した作りとなっている。
クラシック以外では第10話で村松健の「NEW YORK, CLOUD 9」、第34話で矢沢永吉の「時間よ止まれ」、第44話で光GENJIの「パラダイス銀河」が使用された。このうち、矢沢の楽曲の選曲は、監督・長石多可男が矢沢の大ファンであることによる。
第47話「千点頭脳! マゼンダ!!」などでは、選曲の村田好次が過去に担当した『百獣王ゴライオン』（音楽：武市昌久）の劇伴も流用されている。
音楽を担当した矢野立美は、後年のインタビューで当時は多忙であったため、本作品についてはほとんど憶えていないと述べている。

## 放送日程
| 放送日         | 放送回 | サブタイトル          | 登場頭脳獣、他 | 脚本     | 監督       |
| -------------- | ------ | --------------------- | --- | -------- | ---------- |
| 1988年02月27日 | 1      | 友よ君達はなぜ?!      | - ドクター・ケンプ - ドクター・マゼンダ - ドクター・オブラー                                                                                            | 曽田博久 | 長石多可男 |
| 3月05日        | 2      | 命に誓う三つの力      | - バラバラヅノー - バラバラ虫 | 曽田博久 | 長石多可男 |
| 3月12日        | 3      | オブラー悪魔変身      | - ウイルスヅノー | 曽田博久 | 長石多可男 |
| 3月19日        | 4      | 暴け! ダミーマン      | - デンソーヅノー（声 - 徳丸完） - ダミーマン1号（演 - 氏家修）                                                                                          | 曽田博久 | 山田稔     |
| 3月26日        | 5      | 暴走エンジン怪獣      | - エンジンヅノー（声 - 丸山詠二） | 曽田博久 | 山田稔     |
| 4月02日        | 6      | 襲来! 生きた恐竜      | - タイムヅノー（声 - 飯田道郎） - 恐竜ゴン | 曽田博久 | 東條昭平   |
| 4月09日        | 7      | 恐竜VSライブロボ      | - 恐竜ゴン | 曽田博久 | 東條昭平   |
| 4月16日        | 8      | 愛と怒りの決闘!       | - イカリヅノー（声 - 岸野一彦） | 藤井邦夫 | 長石多可男 |
| 4月23日        | 9      | バラよ熱く香れ!       | - タンクヅノー | 井上敏樹 | 長石多可男 |
| 4月30日        | 10     | スケボー迷路破り      | - メイロヅノー（声 - 徳丸完） | 曽田博久 | 山田稔     |
| 5月07日        | 11     | 頭脳獣を噛んだ男      | - ヒヒヅノー（声 - 河合義雄） - ヒヒ人間 | 曽田博久 | 山田稔     |
| 5月14日        | 12     | 超天才アシュラ!       | - テストヅノー（声 - 丸山詠二） | 曽田博久 | 東條昭平   |
| 5月21日        | 13     | 燃えよ鋼鉄コロン      | - ドクガスヅノー（声 - 西尾徳） - ダミーマン・タナカ（演 - 樋口悟郎）                                                                                   | 曽田博久 | 東條昭平   |
| 5月28日        | 14     | ナベ男勇介の叫び      | - エレキヅノー | 曽田博久 | 長石多可男 |
| 6月04日        | 15     | 必殺! 死神ガッシュ    | - ガードノイド・ガッシュ - ファイヤーヅノー（声 - 依田英助） - ロボットS1（ハナコ）                                                                     | 井上敏樹 | 東條昭平   |
| 6月11日        | 16     | キョンシーの手紙      | - プラズマヅノー - 子供キョンシー（演 - 中嶋寛明） | 曽田博久 | 長石多可男 |
| 6月18日        | 17     | 泣く人形! 襲う人形!   | - ピエロヅノー（声 - 京田尚子） - 人形たち | 藤井邦夫 | 東條昭平   |
| 6月25日        | 18     | 罠! 丈の愛した頭脳獣  | - ツインヅノー（レイ） | 藤井邦夫 | 長石多可男 |
| 7月02日        | 19     | ガリ勉坊やオブラー    | - ベンキョウヅノー（声 - 滝雅也） - 獣人オブラー | 曽田博久 | 長石多可男 |
| 7月09日        | 20     | 落第オブラーの逆襲!   | - サイセイヅノー（声 - 依田英助） - 獣人オブラー（声 - 坂井徹）                                                                                         | 曽田博久 | 東條昭平   |
| 7月16日        | 21     | 豪よ聞け! 母の声を…   | - オブラーヅノー - 獣人オブラー （共に声 - 坂井徹） | 曽田博久 | 東條昭平   |
| 7月23日        | 22     | 宇宙カラオケ名人登場  | - ギターラヅノー（声 - 丸山詠二） | 曽田博久 | 長石多可男 |
| 7月30日        | 23     | コンマ1秒に賭けた命   | - ケンヅノー（声 - 岸野一彦） | 曽田博久 | 長石多可男 |
| 8月06日        | 24     | 遊んで百点が取れる?!  | - ブタヅノー（声 - 西尾徳） | 藤井邦夫 | 東條昭平   |
| 8月13日        | 25     | 鶴ヶ城の8大頭脳獣!    | - レーヅノー（声 - 依田英助） - 幽霊頭脳獣 | 曽田博久 | 長石多可男 |
| 8月20日        | 26     | 会津の巨大カブト虫!   | - ヒカリヅノー - 巨大こん虫 | 曽田博久 | 長石多可男 |
| 8月27日        | 27     | 娘よ! ギガ計画を射て  | - ジシンヅノー（声 - 渡部猛） | 曽田博久 | 東條昭平   |
| 9月03日        | 28     | 巨大ギガボルトの挑戦  | - ギガボルト | 曽田博久 | 長石多可男 |
| 9月10日        | 29     | 復讐のライブボクサー  | - ギガボルト | 曽田博久 | 長石多可男 |
| 9月17日        | 30     | 今ここに5人の戦士が   | - ギガボルト | 曽田博久 | 長石多可男 |
| 9月24日        | 31     | ママ! 寄生怪物の叫び  | - ベガヅノー（声 - 丸山詠二） - ベガベビー（声 - むたあきこ）                                                                                           | 曽田博久 | 東條昭平   |
| 10月01日       | 32     | ケンプ、血とバラの謎  | - ゴアヅノー | 藤井邦夫 | 東條昭平   |
| 10月15日       | 33     | がんばれ鉄ちゃんロボ  | - ロボヅノー（声 - 山口正朗） | 曽田博久 | 長石多可男 |
| 10月22日       | 34     | 未来と今を駆ける恋!   | - ガルヅノー | 藤井邦夫 | 長石多可男 |
| 10月29日       | 35     | 勇介とケンプの約束!!  | - ギルヅノー | 藤井邦夫 | 東條昭平   |
| 11月05日       | 36     | 激突! 友情のタックル  | - ヨロイヅノー | 井上敏樹 | 東條昭平   |
| 11月12日       | 37     | 16才ケンプ恐獣変身!   | - サメヅノー（声 - 徳丸完） - 恐獣ケンプ（ドクター・ケンプ）                                                                                            | 曽田博久 | 長石多可男 |
| 11月19日       | 38     | 動く破壊兵器マゼンダ  | - ウルフヅノー - マシン・マゼンダ（ドクター・マゼンダ）                                                                                                 | 曽田博久 | 長石多可男 |
| 11月26日       | 39     | 守れ! 宇宙の一粒の命  | - インセキヅノー - ドーハ星人エム（声 - 平辻朝子） | 藤井邦夫 | 東條昭平   |
| 12月03日       | 40     | 恋!? めぐみと宝石泥棒 | - スペースヅノー（声 - 渡部猛） | 井上敏樹 | 東條昭平   |
| 12月10日       | 41     | 透明人間、豪の告白!!  | - トウメイヅノー（声 - 岸野一彦） | 曽田博久 | 長石多可男 |
| 12月17日       | 42     | ビアス宇宙からの挑戦  | - ボンバーヅノー（声 - 森篤夫） | 曽田博久 | 長石多可男 |
| 12月24日       | 43     | 怪!? ギルドス最期の姿 | - ギルードヅノー - ギルドス | 曽田博久 | 東條昭平   |
| 1989年1月14日  | 44     | ブッチー涙の大暴走!!  | - ボーソーヅノー - ブッチー | 曽田博久 | 東條昭平   |
| 1月21日        | 45     | アシュラ逆転一発勝負  | - ハッカーヅノー（声 - 岸野一彦） - シュラー3人衆 - ドクター・アシュラ                                                                                  | 曽田博久 | 長石多可男 |
| 1月28日        | 46     | オトコ嵐! 最後の戦い  | - バトルヅノー | 曽田博久 | 長石多可男 |
| 2月04日        | 47     | 千点頭脳! マゼンダ!!  | - アクムヅノー - 幽霊テストヅノー - 幽霊ガルヅノー - 幽霊デンソーヅノー - 幽霊インセキヅノー - ロボ・マゼンダ（声 - 来栖明子） - ガードノイド・ガッシュ | 曽田博久 | 東條昭平   |
| 2月11日        | 48     | 誕生!! 少年王ビアス!  | - 恐獣ヅノー - 少年王ビアス | 曽田博久 | 東條昭平   |
| 2月18日        | 49     | 大教授ビアスの崩壊!!  | - デンシヅノー - ガードノイド・ガッシュ - 少年王ビアス（大教授ビアス）                                                                                  | 曽田博久 | 東條昭平   |

## 放映ネット局
- 関東広域圏：テレビ朝日 ※キーステーション
- 北海道：北海道テレビ放送
- 青森県：青森放送
- 岩手県：IBC岩手放送
- 宮城県：東日本放送
- 秋田県：秋田放送
- 山形県：山形放送
- 福島県：福島放送
- 新潟県：新潟テレビ21
- 富山県：北日本放送[注釈 72]。
- 福井県：福井テレビ
- 山梨県：山梨放送
- 長野県：テレビ信州
- 静岡県：静岡けんみんテレビ（現：静岡朝日テレビ）
- 中京広域圏：名古屋テレビ放送
- 近畿広域圏：朝日放送（現：朝日放送テレビ）
  - 金曜17:30 - 17:55（時差ネット・6日遅れ[注釈 73]）
- 鳥取県・島根県：日本海テレビ
- 広島県：広島ホームテレビ
- 山口県：テレビ山口
- 徳島県：四国放送
- 香川県・岡山県：瀬戸内海放送
- 愛媛県：愛媛放送（現：テレビ愛媛）
- 高知県：テレビ高知
- 福岡県：九州朝日放送
- 長崎県：長崎放送
- 熊本県：テレビ熊本
- 宮崎県：宮崎放送
- 鹿児島県：鹿児島放送
- 沖縄県：琉球放送

## CS放送・ネット配信
- 東映チャンネル
  - 2005年2月 - 8月（「スーパー戦隊ワールド」枠）
  - 2007年6月 - 8月（「アンコールアワー」枠）
- テレ朝チャンネル
  - 2009年4月 - 10月
  - 2013年4月 - 11月[注釈 74]

ネット配信
- ニコニコ生放送
  - 2015年11月9日 - 11月26日[注釈 75]
  - 12月11日（全話一挙配信）
- 東映特撮 YouTube Official
  - 2020年5月8日 - 10月30日
- Amazon Prime Video…有料配信中

## 他媒体展開

### 映像ソフト化
いずれも発売元は東映ビデオ。
- 本作品の第44話を再編集したHEROクラブのビデオ『戦隊スーパーバトルファイル』がリリースされている。前出のエピソードの他に次回作『高速戦隊ターボレンジャー』の第39話と、『地球戦隊ファイブマン』の第3話の再編集版も収録されている。
- DVDは2011年12月9日から2012年4月21日にかけて、全5巻がリリースされた。各巻2枚組、10話（第1巻のみ9話）収録。テレビシリーズ全話収録のソフト化はこれが初であり、イエローライオン・大原丈を演じた西村和彦は、DVD第2巻付属のブックレット内のインタビューで「（放送からソフト化まで）23年は長すぎますよ（笑）」と語っている。
- 放送終了から30年経過した2019年には、廉価版DVD「超獣戦隊ライブマン DVD COLLECTION」全2巻が同時発売された（各巻5枚組、Vol.1は24話、Vol.2は25話収録）。Vol.1にはレッドファルコン・天宮勇介を演じた嶋大輔、Vol.2にはブルードルフィン・岬めぐみを演じた森恵の新規インタビューが、それぞれのブックレットに掲載されている。

### コミカライズ
細井雄二作画でテレビランドに連載、単行本は大都社Stコミックスより1999年に刊行。

### テレビ番組
10大戦隊集合 頼むぞ! ターボレンジャー
『高速戦隊ターボレンジャー』の第1話として放送された特別編で、ライブマンの5人が登場。
スーパー戦隊大集合
『未来戦隊タイムレンジャー』第51話として放送された特別総集編。タイムレンジャー5人がタイムジェットで本作品の世界を見に来たという設定で、本作品の映像が流用されている。
海賊戦隊ゴーカイジャー
テレビシリーズ第30話にて丈とスーパーライブロボが登場。
動物戦隊ジュウオウジャー
テレビシリーズ第29話にてスーパーライブロボが登場している。
4週連続スペシャル スーパー戦隊最強バトル!!
歴代スーパー戦隊が5人一組のチームごとにトーナメント戦で対戦する。ブルードルフィンが「射手チーム」として「剣豪チーム」のドギー・クルーガーと対決。惜しくも敗れる。

### オリジナルビデオ
百獣戦隊ガオレンジャーVSスーパー戦隊
『百獣戦隊ガオレンジャー』のスーパー戦隊Vシネマ作品で、レッドファルコン/勇介とジェットファルコンが登場している。

### 映画
ゴーカイジャー ゴセイジャー スーパー戦隊199ヒーロー大決戦
ライブロボが登場。
海賊戦隊ゴーカイジャー THE MOVIE 空飛ぶ幽霊船
ジンマーが登場。
仮面ライダー×スーパー戦隊×宇宙刑事 スーパーヒーロー大戦Z
レッドファルコン、イエローライオン、ブルードルフィンが登場。3人でライブマンの名乗り（個別名乗りはなし）も披露している。
劇場版 動物戦隊ジュウオウジャーVSニンニンジャー 未来からのメッセージ from スーパー戦隊
レッドファルコンが登場。声は嶋大輔が演じている。
機界戦隊ゼンカイジャー THE MOVIE 赤い戦い! オール戦隊大集会!!
『機界戦隊ゼンカイジャー』の劇場作品。レッドファルコンが登場。